# Liste von Persönlichkeiten der Stadt Rodewisch
Die Liste von Persönlichkeiten der Stadt Rodewisch enthält Personen, die in der Geschichte der sächsischen Stadt Rodewisch eine nachhaltige Rolle gespielt haben. Es handelt sich dabei um Persönlichkeiten, die Ehrenbürger von Rodewisch oder hier geboren sind oder hier gewirkt haben.
Für die Persönlichkeiten aus den nach Rodewisch eingemeindeten Ortschaften siehe auch die entsprechenden Ortsartikel.

## Ehrenbürger
Die folgende Liste folgt der Festschrift anlässlich des 100-jährigen Stadtrechts.
| Name                     | Lebensdaten           | Verleihung | Grund/Tätigkeit                                                                                              |
| ------------------------ | --------------------- | ---------- | --- |
| Johann Friedrich Schmidt | ?                     | 1927       | Brauereibesitzer der Brauerei J. F. Schmidt                                                                  |
| Max Schedel              | 1914–unbekannt        | 1956       | Wismut-Bergmann, Ingenieur, MdV                                                                              |
| Otto Weiss               | ?                     | 1957       | |
| Hans Nadler              | 01.07.1910–08.10.2005 | 1993       | für die Verdienste um die Ausgrabungen auf der Schloßinsel 1937/38; Honorarprofessor                         |
| Siegbert Hummel          | 18.07.1908–28.03.2001 | 1996       | für seine (sprach-)wissenschaftlichen Arbeiten; Professor Dr. Dr. h.c.                                       |
| Margarete Böttcher       | 19.10.1908–02.01.2004 | 2001       | für ihre Verdienste als langjährige Leiterin des Museums Göltzsch                                            |
| Arthur Keck              | 15.06.1908–16.07.2004 | 2002       | für seine Verdienste um die Rodewischer Musikkapellen                                                        |
| Edgar Penzel             | 01.09.1921–?          | 2004       | für seine Verdienste um die erstmalige Photographie von Sputnik 1; Leiter der Sternwarte; Professor          |
| Otto Pfeifer             | 01.08.1878–21.06.1942 | 2024       | für seine Verdienste um die Stadtentwicklung und das Stadtrecht, verliehen zum 100. Jubiläum des Stadtrechts |

Folgende frühere Ehrenbürger von Rodewisch werden in der Festschrift anlässlich des 100-jährigen Stadtrechts nicht genannt: 
- Ernst Rüdiger, Kommerzienrat (Dezember 1927)[3]
- Adolf Hitler, Reichskanzler (Februar 1933). Die Verleihung erfolgte auf Antrag der NSDAP, gleichzeitig wurde beschlossen, die zu bauende Umgehungsstraße nach Hitler zu benennen.[4]
- Martin Mutschmann, NSDAP-Gauleiter und Reichsstatthalter von Sachsen (August 1933). Die Verleihung erfolgte einstimmig durch die Stadtverordneten, gleichzeitig wurde eine Straße nach ihm benannt.[5]

## Söhne und Töchter der Stadt
Integraler Bestandteil dieser Liste sind die mit Niederauerbach verbundenen Persönlichkeiten und die Persönlichkeiten Rützengrüns.
- Albert Ebert (1874–1935), KPD-Politiker
- Hanne Wilfert (1921–1994), Jazzmusiker
- Siegfried Seifert (1922–1998), Biologe und langjähriger Zoodirektor des Leipziger Zoos
- Werner Juza (1924–2022), Maler, Zeichner und Grafiker
- Werner Weiß (1928–2019), Politiker (CDU), war von 1967 bis 1990 Mitglied im Landtag von Niedersachsen
- Winfried Eichler (1939–2004), Politiker (CDU)
- Rudolf Hendel (1947–2023), Judoka
- Karl-Heinz Werner (* 1949), ehemaliger Judoka
- Gerd Schädlich (1952–2022), Fußballtrainer
- Peter Klose (1953–2014), Politiker, von 2006 bis 2009 war er Abgeordneter im Landtag von Sachsen für die NPD
- Henry Glaß (* 1953), Skispringer und Skisprung-Trainer
- Thomas Freitag (* 1954), Kinderbuch-Autor
- Matthias Nagatis (* 1954), Schauspieler, Autor und Theaterregisseur
- Claus Tuchscherer (* 1955), Nordischer Kombinierer und Skispringer
- Ullrich Böhme (* 1956), Organist
- Wolfhard Pencz (* 1957), Klarinettist
- Falko Götz (* 1962), Fußballtrainer
- Steffi Gerlinde Riedel-Heller (* 1964), Medizinerin und Hochschullehrerin
- Reyk Seela (* 1964), Politiker (CDU), von 1999 bis 2009 Mitglied des Thüringer Landtags
- Heike Singer (* 1964), Kanutin
- Angelika Hart (* 1965), Schauspielerin
- Ralf Kölbel (* 1968), Jurist und Hochschullehrer an der Ludwig-Maximilians-Universität München
- Remo Lederer (* 1968), Skispringer
- Hendrik Berth (* 1970), Psychologe und Professor an der Medizinischen Fakultät der Technischen Universität Dresden
- Tobias Pfeifer-Helke (* 1971), Kunsthistoriker
- Sören Voigt (* 1971), Politiker (CDU) und seit 2014 Abgeordneter im Sächsischen Landtag
- Dirk Pilz (1972–2018), Literaturwissenschaftler, Theaterkritiker und Journalismuslehrer
- Boris Lochthofen (* 1975), Journalist und seit 2016 Direktor des MDR-Landesfunkhauses Thüringen
- Ludwig Böhme (* 1979), Sänger (Bariton) und Chordirigent
- Marcel Höhlig (* 1979), Nordischer Kombinierer
- Yvonne Magwas (* 1979), Bundestagsabgeordnete, Vizepräsidentin des Deutschen Bundestages
- Nicol Müller (* 1982), Opernsänger
- Michaela Gläßer (* 1983), Skeletonfahrerin
- Kevin Hampf (* 1984), Fußballspieler
- Steve Schmutzler (* 1984), Faustballspieler
- Mark Schlott (* 1985), Nordischer Kombinierer
- Sophie Koch (* 1993), Politikerin (SPD) und Queer-Beauftragte der Bundesregierung
- Yannic Voigt (* 2002), Fußballspieler

## Persönlichkeiten, die mit der Stadt in Verbindung stehen
- Balthasar Friedrich Edler von der Planitz (1510–1563), Offizier, Besitzer des Rittergutes Göltzsch
- Harry Glaß (1930–1997), Skispringer, starb in Rodewisch